# پریبونکا، کبک
پریبونکا (به فرانسوی: Péribonka) شهری در منطقه شهری ماریا-شاپدولن ناحیه سگنه-لاک-سن-ژان در استان کبک کانادا است. در سرشماری سال ۲۰۱۱ این شهر ۵۳۸ نفر جمعیت داشته‌است و مساحت آن ۱۱۳٫۴۶ کیلومتر مربع است.